# 灵仙公主
灵仙公主（?—?），唐朝公主，是中国唐朝第八代皇帝唐代宗李豫的女儿。她的生母不详，史书仅仅记载了她的封号灵仙公主，灵仙公主没到适婚年龄，就已经去世。灵仙公主的封号系追封。